# Junior Morales
Júnior Exequiel Morales Maradiaga (San Pedro Sula, 4 marzo 1978) è un calciatore honduregno, portiere del Parrillas One.

## Carriera

### Nazionale
Ha debuttato in Nazionale il 21 marzo 2001, nell'amichevole Honduras-Cile (3-1), subentrando a Noel Valladares al minuto 73. Ha partecipato, con la Nazionale, alla CONCACAF Gold Cup 2005. Ha collezionato in totale, con la maglia della Nazionale, 9 presenze e 12 reti subite.

## Palmarès

### Club

#### Competizioni nazionali
- Campionato honduregno di calcio:

Real España: 2003-2004